# Британия (аллегория)
Британия (англ. Britannia) — персонифицированный символ Великобритании, романо-бриттская богиня. Представляется в виде молодой женщины в коринфском шлеме с гербовым щитом и трезубцем Посейдона в руке. Образ Британии появился ещё во время римских императоров и использовался на монетах Адриана (117—138) и Антонина Пия.
Латинизированный термин «Britannia», известный с античных времён, — название, которое применялось как к собственно Британским островам или самому острову Великобритания, так и к римской провинции Британия во времена империи. Богиня изображается в виде фигуры женщины, лежащей или сидящей, с копьём и щитом в руках. Впервые появилась на римских монетах II века нашей эры, а в качестве классической национальной аллегории возродилась в период раннего Нового времени. На монетах фунта стерлингов, выпущенных Карлом II, Британия держит щит, на котором изображён флаг Юнион Джек. Чтобы символизировать победы Королевского флота Великобритании, копьё в руках Британии превратилось в трезубец в 1797 году, а в 1825 году на монеты было добавлено изображение шлема.
К I веку до нашей эры слово «Британия» заменило «Альбион» в качестве преобладающего латинского названия острова Великобритания. После римского завоевания в 43 г. н.э. термин также стал обозначать римскую провинцию, которая охватывала южные две трети острова (см. Римская Британия). Оставшаяся треть острова, известная римлянам как Каледония, лежала к северу от реки Форт в современной Шотландии и была лишь временно оккупирована римской армией. Название представляет собой латинизированное общебриттское обозначение Великобритании, Pretanī, от которого также пошла греческая форма Prettanike или Brettaniai.

## Галерея

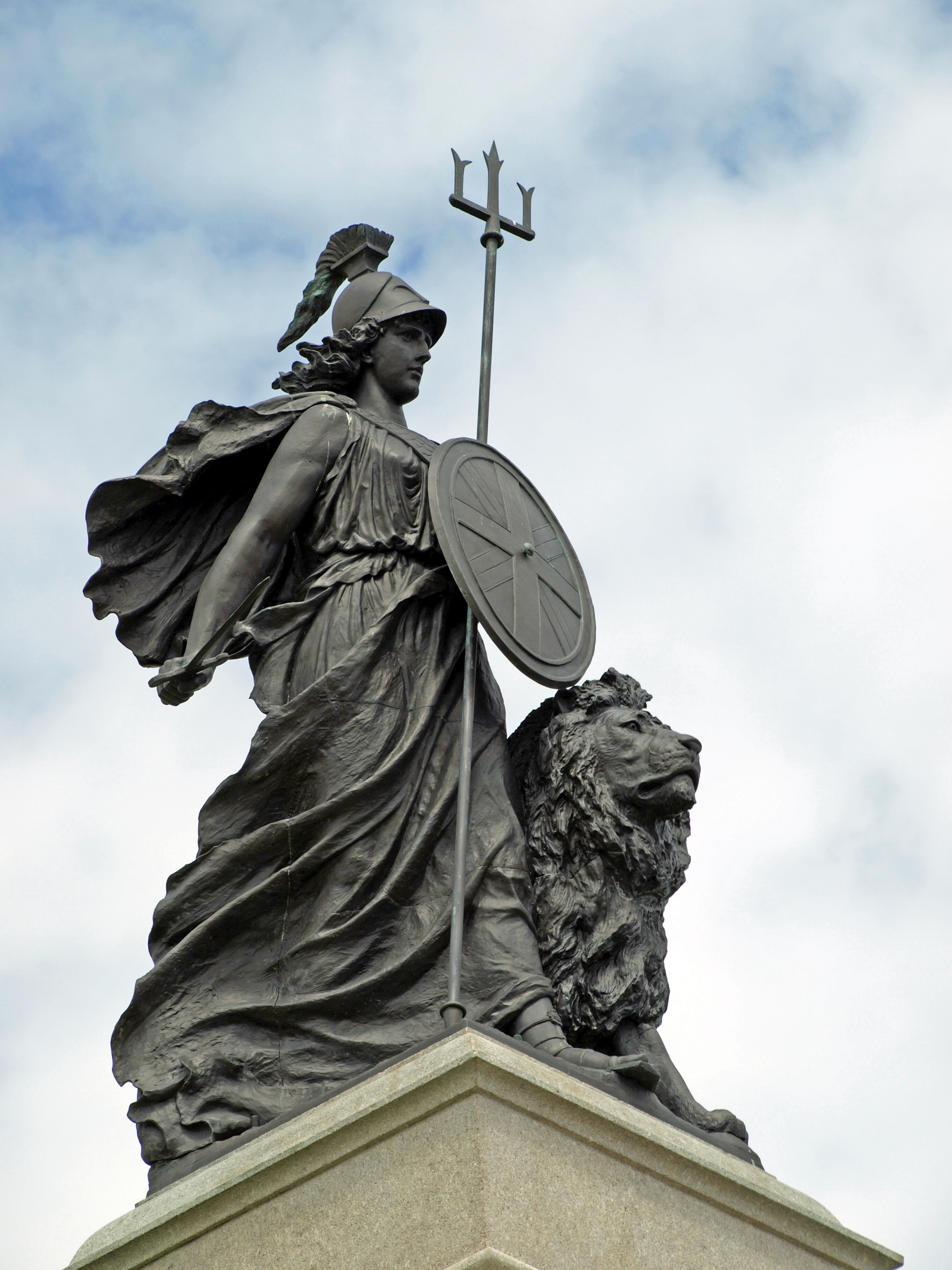
Статуя Британии в Плимуте.
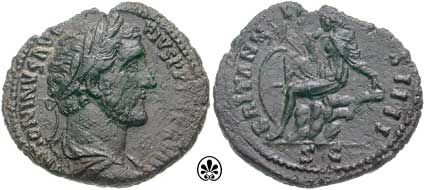
Медная монета стоимостью 1 асс времён Антонина Пия с Британией на обратной стороне.
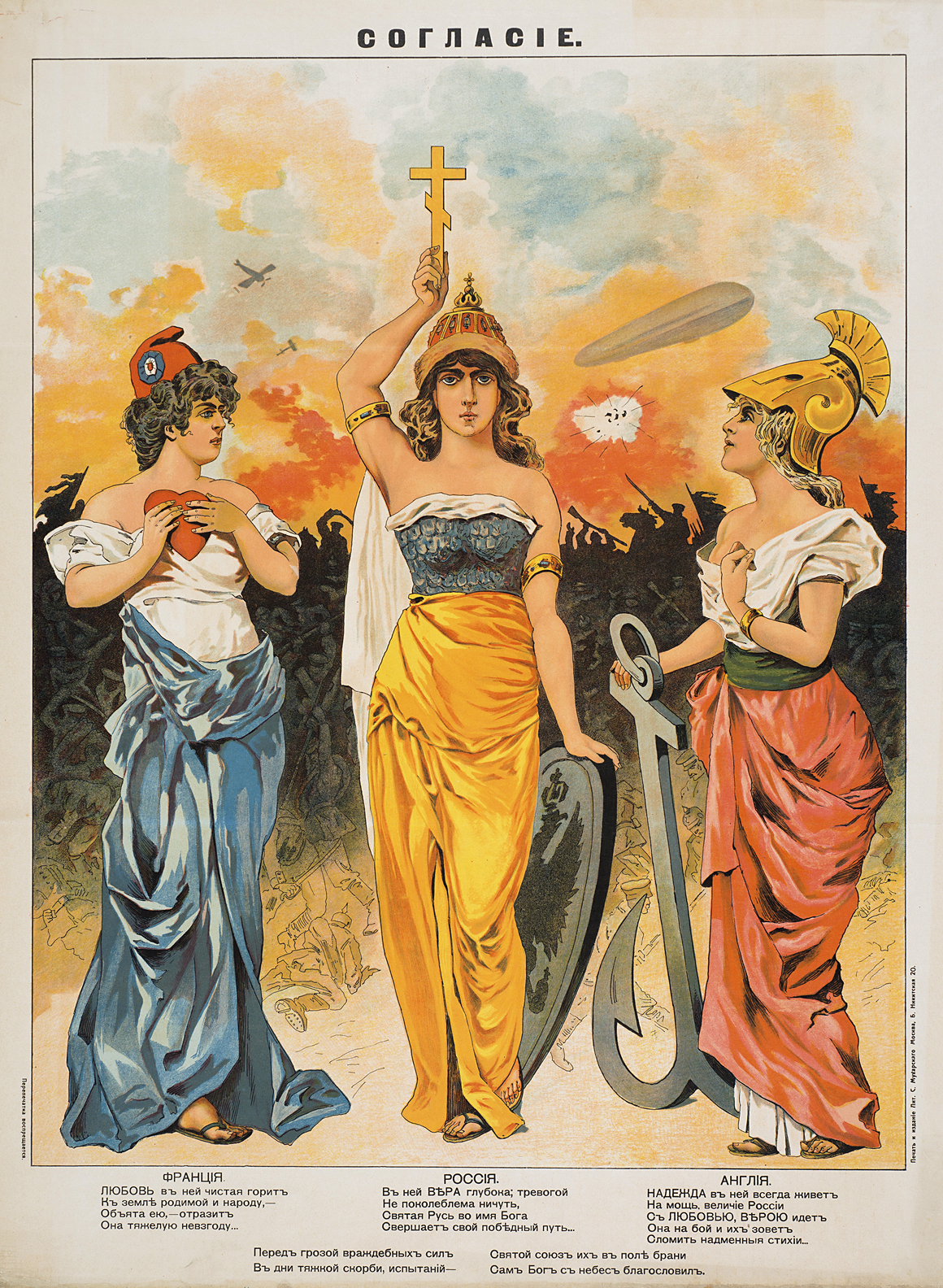
Русский плакат 1914 года показывает Антанту — Англию (справа), Марианну (слева) и Матушку Россию.